# Trešnjevka
Trešnjevka je naziv za dio grada Zagreba.
Naziv Trešnjevka je u najužem smislu dio oko Ozaljske ulice, gdje se nalaze Park stara Trešnjevka i Trešnjevačka tržnica. U širem smislu, pojam se koristi i za cijeli dio grada južno od željezničke pruge, zapadno od Savske i sjeverno od Save, s neodređenim zapadnim granicama.
U staroj organizaciji uprave Zagreba postojala je opština Trešnjevka. 
U novoj organizaciji, postoje gradske četvrti Trešnjevka - sever i Trešnjevka - jug.